# Pinar de Salinas
El Pinar de Salinas es un espacio natural situado en el término municipal de Salinas, Principado de Asturias. Ubicado a escasos cincuenta metros de la Playa de Salinas, forma parte de un ecosistema único compuesto por un campo de dunas declarado monumento natural en el que se pueden encontrar diversos ejemplos de flora y fauna autóctona, así como de otras especies que realizan aquí paradas durante sus viajes migratorios.

## Guerra Civil (1936-1939)
En los inicios de la Guerra Civil, los milicianos del bando republicano construyeron aquí trincheras para defender la línea costera del ejército enemigo. Más adelante, cuando cambió el curso del conflicto, el bando sublevado consiguió desplegarse por toda el área por lo que el pinar pasó a ser uno de los espacios más frecuentemente utilizados por estos para eliminar, así como enterrar en una fosa común los cadáveres de los presos que habían sido capturados en la zona.
El 23 de febrero de 2011 la antigua alcaldesa de Castrillón, Ángela Vallina inauguró un monolito como homenaje a las Víctimas de la Guerra Civil Española en el que se encuentra inscrita la siguiente leyenda: 

«Memoria Democrática d'Asturies. Fosa del Pinar de Salinas. Monolito en reconocimiento a todos aquellos que perdieron su vida por la libertad y la democracia».

## Área Recreativa
Recientemente se habilitó un área recreativa en la que se pueden encontrar distintos servicios para los usuarios. Consta de una zona de parrillas así como de lugares de descanso en los que se localizan mesas de madera con bancos, las cuales están convenientemente instaladas a la sombra entre el arbolado con el objeto de hacer más agradable el reposo. Así mismo está dotada de varias fuentes públicas de agua potable, contenedores, papeleras distribuidas por todo el recinto y, como complemento para dar mayor seguridad a los visitantes, un hidrante para casos de incendio. Además, es importante reseñar que durante las labores llevadas a cabo por el consistorio para el acondicionamiento de este espacio natural, se repoblaron diferentes especies de flora autóctona entre las que pueden destacar los pinos, el acebo, los madroños o las jaras.

## Senda del Río Raíces

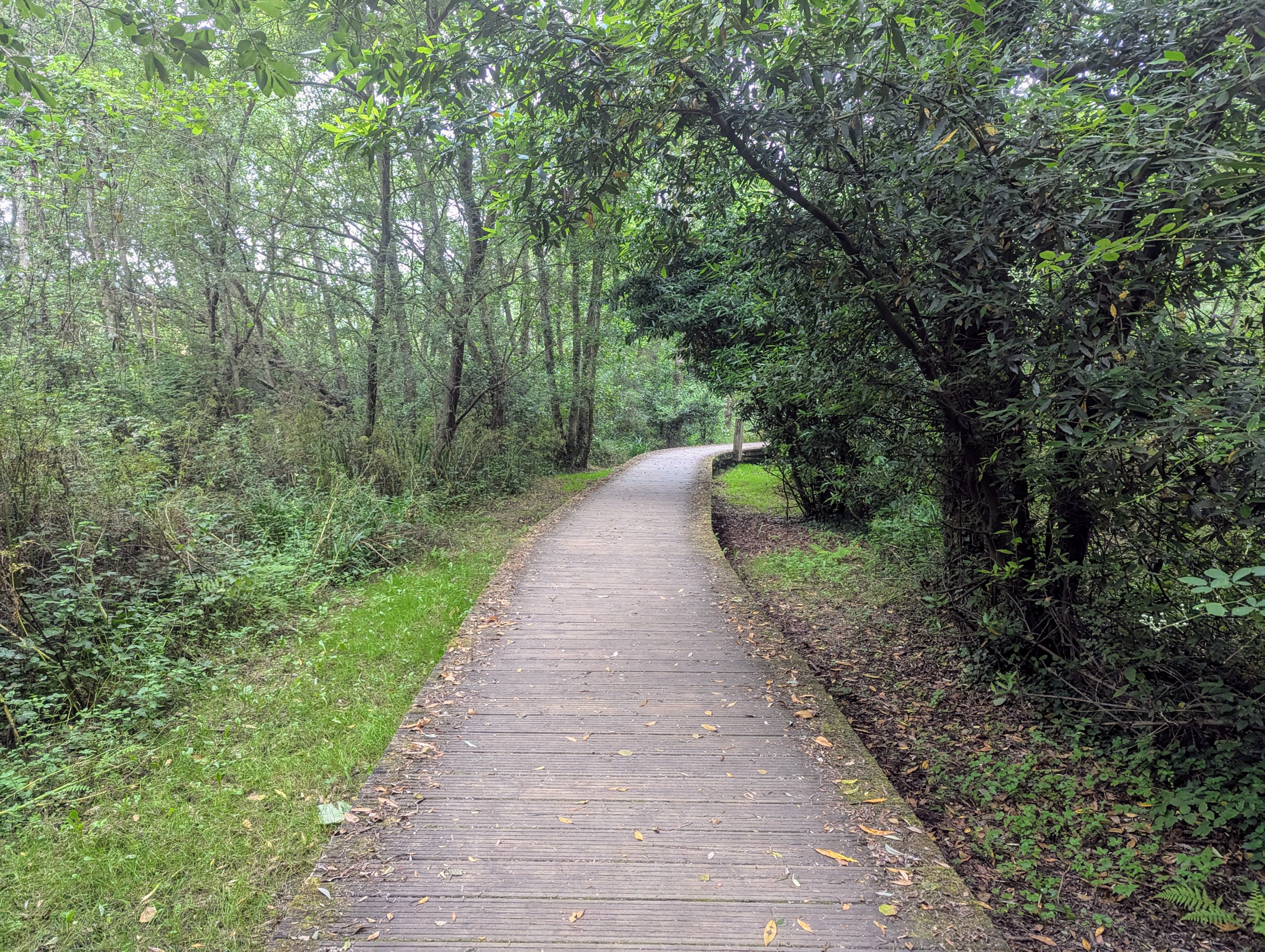
La senda entre Piedras Blancas y Salinas

En la parte sur del pinar, ha sido recientemente habilitada por la Confederación Hidrográfica del Cantábrico en colaboración con el Excmo. Ayuntamiento de Castrillón. Esta conecta la capital del concejo Piedras Blancas, con San Juan de Nieva atravesando también Salinas y tiene una longitud aproximada de casi cinco kilómetros de los cuales la mayor parte transcurren entre bosque de ribera, zonas de descanso, alisedas e incluso una charca de grandes dimensiones, llamada de la Vegona, donde habitualmente se pueden encontrar aves migratorias además de otras oriundas de la región.